# Аленто (річка)
Аленто (італ. Alento) — річка в італійському регіоні Кампанія.

## Історія
Річку згадує ще Страбон у своїй «Географії», писав про неї і Марк Туллій Цицерон. Латиною річка називалася "Алентум" (лат. Alentum), латинське словосполучення "Cis Alentum" ("по цей бік Аленто") дало початок топоніму "Чиленто" (італ. Cilento).

## Географія
Річка бере свій початок на горі Ле-Корне (894 м) біля містечка Горга в комуні Стіо, на території Національного парку Чиленто. Беручи в себе притоки, вона тече великою долиною через території комун Мальяно-Ветере і Монтефорте-Чиленто. У комуні Приньяно-Чиленто наприкінці XX століття через русло річки була побудована гребля, через що там утворилося штучне озеро. Після озера річка тече через комуни Рутіно, Лустра, Оміньяно, Саленто, Кастельнуово-Чиленто. У нижній течії річка утворює кордон між комунами Казаль-Веліно і Ашеа, і між селищем Марина-ді-Казальвеліно і руїнами давньогрецького міста Елея впадає в Тірренське море.

## Фауна
У річці водяться Видри, яких вже майже не залишилося в Італії, а також верховодки виду Alburnus albidus.